# 第66回オールスター競輪
第66回オールスター競輪（だい66かいオールスターけいりん）は、2023年8月15日から20日まで、西武園競輪場にて開催された、競輪のGI競走である。優勝賞金は5,900万円（副賞込み）。

## レースプログラム
第1日から第3日は10レース、第4日から第6日は11レースを実施。ほか、大会2日目と3日目の第11レースでは、オールスター競輪としては最後の実施となるガールズケイリンコレクション西武園ステージを実施。
6日間で最大5走。1次予選では全選手が2走（うちファン投票第1 - 9位は1走目で「ドリームレース」に、第10 - 18位は1走目で「オリオン賞レース」に、それぞれ出走）し、その着順に応じて獲得したポイントの合計により上位63名が、4日目の2次予選に進出した（うちポイント1 - 9位の9名はシャイニングスター賞に進出した）。
2次予選ボーダーは15ポイントとなった。
| ポイント                | 1着 | 2着 | 3着 | 4着 | 5着 | 6着 | 7着 | 8着 | 9着 | 棄権 |
| ----------------------- | --- | --- | --- | --- | --- | --- | --- | --- | --- | ---- |
| ドリームレース（DRM）   | 18  | 17  | 16  | 15  | 14  | 13  | 12  | 11  | 10  | 8    |
| オリオン賞レース（ORI） | 15  | 14  | 13  | 12  | 11  | 10  | 9   | 8   | 7   | 5    |
| 一次予1                 | 10  | 9   | 8   | 7   | 6   | 5   | 4   | 3   | 2   | 1    |
| 一次予2                 | 13  | 11  | 10  | 9   | 8   | 7   | 6   | 5   | 4   | 1    |

|     | 15（火）  | 16（水）  | 17（木）  | 18（金） | 19（土） | 20（日） |
| --- | --------- | --------- | --------- | -------- | -------- | -------- |
| 1R  | 1次予選 1 | 1次予選 1 | 1次予選 2 | 一般     | 一般     | 選抜     |
| 2R  | 1次予選 1 | 1次予選 1 | 1次予選 2 | 一般     | 一般     | 選抜     |
| 3R  | 1次予選 1 | 1次予選 1 | 1次予選 2 | 選抜 1   | 選抜 2   | 特選     |
| 4R  | 1次予選 1 | 1次予選 1 | 1次予選 2 | 選抜 1   | 選抜 2   | 特選     |
| 5R  | 1次予選 1 | 1次予選 2 | 1次予選 2 | 2次予選  | 特選 2   | 特選     |
| 6R  | 1次予選 1 | 1次予選 2 | 1次予選 2 | 2次予選  | 特選 2   | 特選     |
| 7R  | 1次予選 1 | 1次予選 2 | 1次予選 2 | 2次予選  | 特選 1   | 特選     |
| 8R  | 1次予選 1 | 1次予選 2 | 1次予選 2 | 2次予選  | 特選 1   | 特選     |
| 9R  | 1次予選 1 | 1次予選 2 | 1次予選 2 | 2次予選  | 0準決勝0 | 特秀     |
| 10R | 0DRM0     | 0ORI0     | 1次予選 2 | 2次予選  | 0準決勝0 | 特秀     |
| 11R |           | GA        | GDR       | 0シャイ0 | 0準決勝0 | 0決勝0   |

【注釈】GA＝ガールズアルテミス賞レース、GDR＝ガールズドリームレース（いずれもガールズケイリンコレクション）

## 決勝戦

### 競走成績
- 8月20日（日）第11レース[4][5][6][7][8]
- 誘導員…池田勇人（埼玉）[9]

| 着   | 番 | 選手名   | 齢 | 府県 | 期別 | 班 | 着差   | 上り | 決ま り手 | S/J H/B | 個人 状況       |
| ---- | -- | -------- | -- | ---- | ---- | -- | ------ | ---- | --------- | ------- | --------------- |
| 1    | 9  | 眞杉匠   | 24 | 栃木 | 113  | 1  |        | 11.3 | 捲り      | B       |                 |
| 2    | 5  | 古性優作 | 32 | 大阪 | 100  | S  | 3身    | 11.2 | 差し      |         |                 |
| 3    | 6  | 武藤龍生 | 32 | 埼玉 | 98   | 1  | 3/4身  | 11.4 |           |         |                 |
| 3.5  |    |          |    |      |      |    |        |      |           |         |                 |
| 4    | 7  | 清水裕友 | 28 | 山口 | 105  | 1  | 3/4身  | 11.5 |           |         |                 |
| 5    | 3  | 山田庸平 | 35 | 佐賀 | 94   | 1  | 3/4輪  | 11.5 |           |         |                 |
| 6    | 2  | 犬伏湧也 | 28 | 徳島 | 119  | 1  | 1身1/2 | 11.4 |           |         |                 |
| 7    | 1  | 平原康多 | 41 | 埼玉 | 87   | S  | 3/4身  | 11.8 |           | S       |                 |
| 8    | 8  | 松本貴治 | 29 | 愛媛 | 111  | 1  | 1身1/2 | 11.1 |           |         |                 |
| 失格 | 4  | 吉田拓矢 | 28 | 茨城 | 107  | 1  | -      | -    |           | JH      | 暴走（9位入線） |

### 配当金額
| 4=6 | 630円 | (3) |

| 5=6=9 | 3,430円 | (12) |

| 6-4 | 930円 | (3) |

| 9-5-6 | 5,880円 | (12) |

| 5=9 | 730円 | (2) |

| 5=9 | 280円   | (2)  |
| 6=9 | 530円   | (6)  |
| 5=6 | 1,250円 | (19) |

| 9-5 | 1,010円 | (2) |

### レース概略
前受けから超ハイペースで飛ばした吉田拓矢を目標とした眞杉匠が、後続をちぎりGI初制覇。眞杉の後位では平原と清水が絡むところを古性が捌き追撃するも二着まで。

## 特記事項
- 西武園でのGI開催は、前年の同大会に続き2年連続で、同大会単独では2年連続3回目の開催となった（なお、次回大会は平塚で開催された）。

- 今大会は、4年ぶりに入場制限が撤廃された[注 1]。なお、特別観覧席とロイヤル席は7月8日からチケットペイで前売り発売した[注 2]。

- 今大会のキャッチフレーズは「選ばれしものたちの祭典　熱狂と興奮の瞬間が、今ここに。」。また、アンバサダーは魔裟斗が務めた。なお、魔裟斗は最終日の20日には本場でトークショーと表彰式に出席した[13]。

- 今大会の優勝賞金は5,700万円（本賞金。副賞込みでは5,900万円）で、前回大会比532万円もの増額となった。また全体的に賞金は増額されており、今大会では決勝戦3着でも2,048万2,000円（本賞金。副賞込みでは2,098万2,000円）と、2,000万円を突破している。

- 今大会をもって、2日目・3日目に行なわれていたガールズケイリンコレクション（8月ステージ）は取りやめになった。選手入場曲は、ガールズケイリンコレクションは『FLY』（ALLY&DIAZ feat.MINMI&SATOSHI from 山嵐）を使用。なお、次回大会（2024年）は、新たに女子選手ファン投票に基づく選考順位上位14名による2レース制トーナメント戦『女子オールスター競輪』（FII）が行われた。

- 前回大会同様、開催期間中に台風（今大会は台風7号）が直撃となった。なお、本場には影響はなかったため順延はなく当初の予定通り20日に決勝戦を迎えたが、初日（15日）の東海・近畿や中四国の競輪場・場外車券売り場では、当日の場外発売を取りやめとしたところがあった[14]。

- 今大会も開催期間中は、前半3日間・後半3日間それぞれで日中にS級シリーズ（FI）『KEIRINライジングスターズ』が開催された。前半15日 - 17日は宇都宮競輪場と別府競輪場にて、後半18日 - 20日は前橋競輪場と豊橋競輪場にて、それぞれ開催された[15]。

- 前回大会に続き開会式、ドリームレース・オリオン賞レース・ガールズケイリンコレクションなどの各出場選手紹介、ドリームレース1着・オリオン賞レース1着・ガールズケイリンコレクション優勝者・シャイニングスター賞1着・オールスター競輪優勝者の各表彰式は全て、1コーナーにある大型ホール「サイクルシアター」にて行われた。選手宣誓は森田優弥が行った[16]。

- 今大会も決勝戦終了後、バンク内から花火が打ち上げられた[17]。ただこれに関しては、中野浩一は「花火に費用を掛けるより、故障している場内の着順表示板の修理が先」と苦言を呈している[18]。

- シリーズ全体での売上目標は前年同様の130億円[19]だったが、シリーズ全体の総売上は前年比2.9%増となる132億1360万9100円[注 3][20]で、目標をクリアした。なお、各日ごとの売上額は、初日20億7520万1600円[21]、2日目20億9376万600円[22]、3日目18億9577万4400円[23]、4日目19億6497万3100円[24]、5日目21億158万9400円[25]。最終日30億8231万0円[26]。決勝の売上額は13億7384万2700円であった[注 4]。なお、2・3日目に行われたガールズケイリンコレクションは、2日目のアルテミス賞レースが2億2277万7000円[27]、3日目のガールズドリームレースが3億1398万6300円[28] だった。また、オールスター競輪で132億円を超えたのは2009年の第52回大会（松山）以来14年ぶりだった。

### 放送関係
- 決勝戦の地上波中継は、テレビ東京《TXN系列 全6局ネット》が20:00 - 20:50に、『デカ盛りドリームマッチin埼玉 第66回オールスター競輪（GI）決勝戦』として放送[注 5]（BSテレ東でも、同時刻で放送）[29][30][31]。今回も2021年・2022年の競輪祭と同様に同局で日曜夕方に放送されている番組『デカ盛りハンター』とコラボレーションしての放送となった[注 6]。司会は春日俊彰[注 7]（オードリー）と池谷実悠アナが担当。ゲストは島崎遥香。リポーターは中川聡と中根舞美アナ、中継の解説は中野浩一、実況は板垣龍佑アナが担当。また、テレビ東京《TXN系列 全6局ネット》では20日の24:30 - 24:35[注 8]の枠でダイジェスト番組として「第66回オールスター競輪（ＧⅠ）決勝プレイバック」で改めて決勝戦を録画中継した。

- 決勝戦中継とは別に、テレビ東京《TXN系列 全6局ネット》にて開催最終日（20日）の16:00 - 17:15に事前特番として「チャリ飯旅in埼玉」を放送した[32]。また、テレ玉でも8月8日の21:45 - 22:00にこちらも事前特番として「八木沙季の競輪場はデートにぴったり説を検証します！」を放送した。

### 競走データ
- ファン投票第1位は、男子は脇本雄太[33]（3年ぶり3回目）、女子は児玉碧衣[34]（7年連続7回目）。なお、女子においては前回大会までは男子とは別個で特設サイト『ガールズケイリン総選挙』にて投票を受け付けていたが、今大会からは男子と同一の投票サイトでの投票に変更された。

- 北津留翼はファン投票16位であったが、選考期間における最低出走回数（24出走）を満たさなかったため選考除外された[35][注 9][注 10]。なお、19位の町田太我が繰り上がりでオリオン賞メンバーに選ばれた。

- 前回まで連続33回出場し、オールスター競輪連続出場記録を更新し続けた神山雄一郎は、今回もファン投票では上位に入れず、連続出場記録は途絶えた[注 11]。なお、今大会の最年長出場選手は、当初は正選手として志智俊夫（70期。50歳11か月）であったが補欠5番手からの繰り上がりで内藤宣彦（67期。52歳5か月）となった[40]。最年少出場選手は前回大会に引き続き吉田有希（119期。21歳11か月）。また、最年少ではないが、121期からは太田海也がデビューから1年6か月で、中野慎詞がデビューから1年7か月で、それぞれ選出された[41][注 12]。

- S級S班は、今年も全選手が出場した。なお、郡司浩平と守澤太志は4日目の二次予選で、脇本雄太と松浦悠士（いずれも落車棄権）は同日のシャイニングスター賞で、新田祐大と新山響平と佐藤慎太郎は準決勝で、それぞれ敗退となった[42][43]。

- 今回、GI初優出は松本貴治[44]。

- 4日目第11レース、シャイニングスター賞では、最終2コーナーで平原康多の後輪に脇本雄太の前輪が接触し落車、そのあおりで松浦悠士、新田祐大、古性優作、山口拳矢も相次いで落車した。結局、3連単は⑦佐藤慎太郎 - ⑥眞杉匠 - ④平原康多で478,990円（483番目）という高配当となったほか、落車した5名のうち再乗できたのは古性のみ（5着。4着は新山響平）で、ほか4名は棄権、うち脇本と松浦は途中欠場となった[45]。代わりに二次予選4着から2名、菅田壱道（一次予選計20ポイント）と大森慶一（一次予選計18ポイント）が準決勝進出を果たした。なお、脇本と松浦はその後病院に搬送され、脇本は右の肋骨と肩甲骨の骨折および肺気胸で、松浦は左の肩甲骨と鎖骨の骨折で、ともに全治31日と診断された[46]。

- 優勝した眞杉匠は、3度目のGI決勝戦であった。また、栃木支部所属選手によるGI優勝は、2007年の第32回オールスター競輪を制覇した飯嶋則之以来16年ぶりであった[1]（4人目）。

- 決勝戦で先行した吉田拓矢は、暴走（敢闘精神の欠如）[注 13]で失格となった。暴走による失格は先頭誘導員早期追い抜きなどと同様に悪質失格と見做されるため、吉田は即あっせん保留の手続きが取られた[10]（のち、あっせん停止の処分が下される見通し）[注 14]。GI決勝における失格発生は、2021年の寬仁親王牌以来（ビッグレースではKEIRINグランプリ2022以来）。また、ルール改正後の暴走による失格は2019年10月8日の千葉記念（滝澤正光杯in松戸）最終日第12レース決勝での小埜正義[47]以来2人目。